# Frontera entre el Pakistan i Oman
La frontera entre Pakistan i Oman és la frontera marítima que separa l'Oman del Pakistan situada al Mar d'Aràbia. En 2000 un tractat va definir la frontera a partir de 9 punts les coordenades dels quals són :
- Punt 1 : 23° 20' 48" N, 61° 25' 00" E.
- Punt 2 : 23° 15' 22" N, 61° 32' 48" E.
- Punt 3 : 23° 11' 40" N, 61° 38' 11" E.
- Punt 4 : 22° 56' 35" N, 62° 00' 51" E.
- Punt 5 : 22° 54' 37" N, 62° 03' 50" E.
- Punt 6 : 22° 40' 37" N, 62° 25' 17" E.
- Punt 7 : 22° 05' 01" N, 63° 08' 23" E.
- Punt 8 : 21° 57' 13" N, 63° 14' 21" E.
- Punt 9 : 21° 47' 24" N, 63° 22' 13" E.

El límit del Golf d'Oman al sud-est és definit per una línia que uneix el Ra’s al Ḩadd (22° 32′ 20″ N, 59° 47′ 17″ E / 22.53889°N,59.78806°E), la punta oriental de la península aràbiga i el Rās Jīwani (25° 00′ 54″ N, 61° 46′ 43″ E / 25.01500°N,61.77861°E) a la banda del Pakistan.